# Minh Thắng
Minh Thắng là một xã thuộc thị xã Chơn Thành, tỉnh Bình Phước, Việt Nam.

## Địa lý
Xã Minh Thắng nằm ở phía đông bắc thị xã Chơn Thành, có vị trí địa lý:
- Phía đông giáp xã Minh Lập và tỉnh Bình Dương
- Phía tây và phía nam giáp xã Nha Bích
- Phía bắc giáp xã Quang Minh và huyện Hớn Quản.

Xã có diện tích 36,00, km², dân số năm 2002 là 3.634 người, mật độ dân số đạt 101 người/km².

## Lịch sử
Xã Minh Thắng được thành lập vào ngày 5 tháng 4 năm 2002 trên cơ sở 3.600,4 ha diện tích tự nhiên và 3.634 người của xã Nha Bích. Khi mới thành lập, xã thuộc huyện Bình Long cũ.
Ngày 20 tháng 2 năm 2003, huyện Bình Long được chia thành hai huyện Bình Long và Chơn Thành, xã Minh Thắng chuyển sang trực thuộc huyện Chơn Thành.
Từ ngày 1 tháng 10 năm 2022, xã Minh Thắng thuộc thị xã Chơn Thành như hiện nay.